# Santa Petronilla (Perugia)
Santa Petronilla è una frazione del comune italiano di Perugia, in Umbria. 

## Geografia fisica
La località è situata sopra un colle a est di Perugia tra il quartiere di Monteluce, il paese di Pretola, e la Casamanza (zona al di fuori del paese di Montelaguardia).

## Monumenti e luoghi d'interesse
Nel paese si trovano l'antico castello ricostruito da Lemmo Rossi-Scotti nel 1880 e la chiesa parrocchiale, intitolata proprio alla santa che dà il nome alla frazione, documentata sin dal XIII secolo.